# 乙二硫醇铋
乙二硫醇铋（药品名Pravibismane）是一种有机化合物，化学式为C6H12Bi2S6，是一种实验性局部用抗生素药物。它是黄色固体，可由乙二硫基氯化铋和乙二硫醇在硝酸钠（0.1 mol/L）水溶液中反应制得。